# Gościejewo Leśne
Gościejewo Leśne – osada w Polsce położona w województwie wielkopolskim, w powiecie obornickim, w gminie Ryczywół. Miejscowość wchodzi w skład sołectwa Gościejewko.
W latach 1975–1998 miejscowość administracyjnie należała do województwa pilskiego.
Zobacz też: Gościejewo, Gościejewko